# Бабин, Иван Александрович
Иван Александрович Бабин (6 декабря 1801 — 18 ноября 1869) — известный русский скотовод, автор трудов, помещик Данковского уезда Рязанской губернии.

## Биография
Родился в сельце Кареево Зарайского уезда Рязанской губернии. Мать после ссоры с мужем вернулась в родительский дом в Рязанскую губернию, где и родила сына, которого отец признал законным только через 25 лет.
В 1826 году поступил на службу канцеляристом, затем служил в Рязани в Палате государственных имуществ, в 1843 году получил чин губернского секретаря.
Владел имением в селе Бабинке, Данковского уезда Рязанской губернии (ныне д. Бабинка Милославского района),
В 1867 году Рязанское общество сельского хозяйства избрало его своим вторым вице-президентом и поручило ему покупку и привоз из-за границы альгаузского расового стада, что и послужило основанием к правильному улучшению рязанского скотоводства.
Человек энергичный, он всю жизнь свою посвятил любимому им делу; образцовое стадо Бабина было известно во всей России. Ежегодно, 1 сентября, он устраивал в своем имении съезды скотоводов и выставки телят. Труды Бабина удостоены множеством медалей за животных выведенной им породы.
В 1869 году на первой всероссийской выставке рогатого скота Бабин получил высшую награду — золотую медаль за рациональную и успешную деятельность по улучшению крупного скота.
Организовал «Данковское общество любителей скотоводства».

## Труды

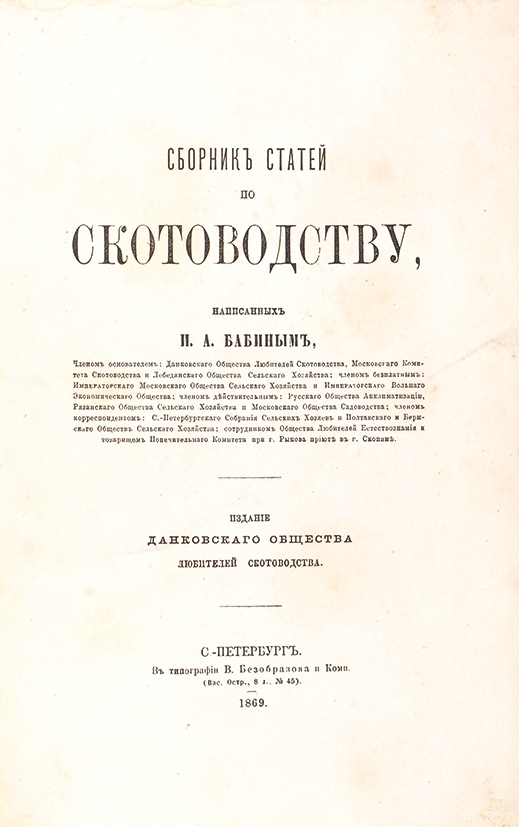
Сборник статей по скотоводству, написанных И. А. Бабиным. — СПб., 1869.

Им было написано несколько статей и брошюр, принимал участие в «Земледельческой газете», отдельным изданием вышли:
- 1) «Правила о содержании рогатой скотины Рязанской губернии, Данковского уезда, в сельце Бабинке». M. 1858;
- 2) «Мнение действительного члена И. А. Бабина об улучшении скотоводства в России» М. 1864;
- 3) «О мерах к улучшению скотоводства в России». М. 1865;
- 4) «Руководство к правильному содержанию рогатого скота». М. 1866.
- 5) «Мнение об улучшении скотоводства в России и разнообразные способы его достижения», М. 1867.
- 6) «О положении скотоводства и о мерах, принимаемых в настоящее время к его улучшению». СПб. 1867;
- 7) «Сборник статей по скотоводству И. А. Бабина». СПб. 1869.